# Кишш, Ференц
Ференц Кишш (венг. Ferenc Kiss ; 5 января 1942, Ник, Ваш, Венгрия — 8 сентября 2015 Будапешт, Венгрия) — венгерский борец греко-римского стиля, призёр Олимпийских игр, призёр чемпионата мира, двукратный чемпион Европы, шестикратный (1965, 1966, 1969—1972) чемпион Венгрии.

## Биография
Начал заниматься борьбой в 1954 году в Будапеште.
Дебютировал на международных соревнованиях сразу на Летних Олимпийских играх 1964 года в Токио, боролся в полутяжёлом весе (до 97 килограммов). За чистое поражение начислялись 4 штрафных балла, за поражение по очкам 3 штрафных балла, за ничью 2 штрафных балла, за победу по очкам 1 штрафной балл. Набравший 6  штрафных баллов спортсмен выбывал из турнира. Титул оспаривали 18 борцов.
Ференц Кишш из четырёх встреч в двух победил, одну проиграл и одну свёл вничью, после которой выбыл из турнира, заняв итоговое пятое место. 
| Выступление на Олимпийских играх 1964 года | Выступление на Олимпийских играх 1964 года | Выступление на Олимпийских играх 1964 года | Выступление на Олимпийских играх 1964 года | Выступление на Олимпийских играх 1964 года | Выступление на Олимпийских играх 1964 года | Выступление на Олимпийских играх 1964 года |
| Круг                                       | Соперник                                   | Страна                                     | Результат                                  | Баллы                                      | Всего баллов                               | Время схватки                              |
| ------------------------------------------ | ------------------------------------------ | ------------------------------------------ | ------------------------------------------ | ------------------------------------------ | ------------------------------------------ | ------------------------------------------ |
| 1                                          | Марути Манэ                                | Индия                                      | Победа Туше                                | 0                                          | 0                                          | 1:59                                       |
| 2                                          | Ростом Абашидзе                            | Союз Советских Социалистических Республик  | Поражение По очкам                         | -3                                         | -3                                         |                                            |
| 3                                          | Петер Кукич                                | Югославия                                  | Победа По очкам                            | -1                                         | -4                                         |                                            |
| 3                                          | Пер Свенссон                               | Швеция                                     | Ничья                                      | -2                                         | -6                                         |                                            |

В 1965 году стал серебряным призёром чемпионата мира. В 1966 году был шестым на чемпионате Европы, четвёртым на чемпионате мира. В 1967 году завоевал звание чемпиона Европы, на чемпионате мира остался пятым. В 1968 году подтвердил звание сильнейшего в Европе
На Летних Олимпийских играх 1968 года в Мехико боролся в полутяжёлом весе (до 97 килограммов). В сравнении с предыдущими играми, регламент турнира остался прежним, с начислением штрафных баллов, но сменилось количество баллов, начисляемых за тот или иной результат встречи. Теперь за чистую победу штрафные баллы не начислялись, за победу с явным преимуществом начислялось 0,5 штрафных балла, за победу по очкам 1 балл, за ничью 2 или 2,5 балла, за поражение с явным преимуществом соперника 3,5 балла и за чистое поражение 4 балла. Как и прежде, борец, набравший 6 штрафных баллов, из турнира выбывал. Титул оспаривали 16 борцов.
Для венгерского борца турнир сложился неудачно: в первой же встрече он, будучи действующим чемпионом Европы, был дисквалифицирован за пассивность вместе с соперником, получил 4 штрафных балла, и после третьего круга из турнира выбыл. 
| Выступление на Олимпийских играх 1968 года | Выступление на Олимпийских играх 1968 года | Выступление на Олимпийских играх 1968 года   | Выступление на Олимпийских играх 1968 года | Выступление на Олимпийских играх 1968 года | Выступление на Олимпийских играх 1968 года | Выступление на Олимпийских играх 1968 года |
| Круг                                       | Соперник                                   | Страна                                       | Результат                                  | Баллы                                      | Всего баллов                               | Время схватки                              |
| ------------------------------------------ | ------------------------------------------ | -------------------------------------------- | ------------------------------------------ | ------------------------------------------ | ------------------------------------------ | ------------------------------------------ |
| 1                                          | Юрген Клинге                               | Германская Демократическая Республика        | Поражение Дисквалификация обоих соперников | -4                                         | -4                                         |                                            |
| 2                                          | Хайнц Киль                                 | Федеративная Республика Германии (1949—1990) | Победа По очкам                            | -1                                         | -5                                         |                                            |
| 3                                          | Николае Мартинеску                         | Румыния                                      | Поражение Туше                             | -4                                         | -9                                         |                                            |

В 1970 году завоевал серебряную медаль чемпионата мира, а на чемпионате Европы был лишь шестым. В 1972 году на чемпионате Европы остался четвёртым.
На Летних Олимпийских играх 1972 года в Мюнхене боролся в тяжёлом весе (до 100 килограммов). Регламент турнира остался прежним. Титул оспаривали 14 борцов.
В финал соревнований не вышел, перебрав штрафных баллов, но поскольку у остальных, кроме двух финалистов, было больше штрафных баллов или они выбыли ранее, завоевал бронзовую медаль игр.  
| Выступление на Олимпийских играх 1972 года | Выступление на Олимпийских играх 1972 года | Выступление на Олимпийских играх 1972 года   | Выступление на Олимпийских играх 1972 года | Выступление на Олимпийских играх 1972 года | Выступление на Олимпийских играх 1972 года | Выступление на Олимпийских играх 1972 года |
| Круг                                       | Соперник                                   | Страна                                       | Результат                                  | Баллы                                      | Всего баллов                               | Время схватки                              |
| ------------------------------------------ | ------------------------------------------ | -------------------------------------------- | ------------------------------------------ | ------------------------------------------ | ------------------------------------------ | ------------------------------------------ |
| 1                                          | Фреди Абрехт                               | Германская Демократическая Республика        | Победа По очкам                            | -1                                         | -1                                         |                                            |
| 2                                          | Лоренц Хехер                               | Федеративная Республика Германии (1949—1990) | Поражение Дисквалификация обоих соперников | -4                                         | -5                                         | 8:23                                       |
| 3                                          | Анджей Скшидлевский                        | Польша                                       | Победа За явным преимуществом              | -0,5                                       | -5,5                                       |                                            |
| 4                                          |                                            |                                              |                                            |                                            |                                            |                                            |
| 5                                          | Николае Мартинеску                         | Румыния                                      | Победа По очкам                            | -1                                         | -6,5                                       |                                            |

В 1973 году остался четвёртым на чемпионате мира и оставил карьеру в большом спорте.  
В 1964 получил диплом специалиста в области физкультуры и спорта, возглавлял секцию борьбы в клубе Ganz-Mávag. В 1990-е был главным тренером сборной Венгрии по борьбе. 
20 августа 2015 года стал кавалером Ордена Заслуг 
Умер 8 сентября 2015 года. 